# UE Lleida
Unió Esportiva Lleida war ein spanischer Fußballverein aus der katalanischen Stadt Lleida.

## Geschichte
Der Verein wurde 1939 unter dem Namen Lérida Balompié gegründet. Im März 1947 fusionierte der Verein mit Leridano und erhielt den Namen Unión Deportiva Lérida und spielte in der dritten spanischen Liga. Innerhalb von zwei Jahren gelang der Durchmarsch  in die Primera División, in der man allerdings 1950/51 nur eine Saison lang spielte. Nachdem sechs Jahre die Klasse gehalten werden konnte, stieg man 1957 als 20. in die Tercera División ab. In den folgenden Jahren pendelte man abgesehen von einem Abstecher in die Segunda División 1965 bis 1968 zwischen vierter und dritter Spielklasse hin und her. 1978 gab der Verein sich den heutigen Namen. 1987 gelang der Wiederaufstieg in die zweithöchste spanische Spielklasse. Nach zwei Jahren stieg man erneut ab, schaffte aber als Tabellenerster den direkten Wiederaufstieg. Nach drei Jahren Zweitklassigkeit gelang 1993 die Rückkehr ins Oberhaus, die Primera División. Wiederum konnte der Abstieg nicht vermieden werden und UE Lleida spielte bis 2001 wieder in der Segunda División. Es folgten drei Jahre in der Segunda División B, ehe man von 2004 bis 2006 wieder zweitklassig war. Seit 2006 spielte man wieder in der Segunda División B. Wegen Schulden im Umfang von 28 Millionen Euro folgte im Mai 2011 die Abwicklung des Vereins. Dessen Startplatz wurde daraufhin versteigert und von einem in Lleida ansässigen Unternehmer erworben. Der Nachfolgeverein heißt Lleida Esportiu.

## Erfolge
- Primera División: 1950/51, 1993/94

### Ligazugehörigkeit
- Primera División: 2 Spielzeiten
- Segunda División: 24 Spielzeiten
- Segunda División B: 13 Spielzeiten
- Tercera División: 22 Spielzeiten

## Spieler
- Sōtarō Yasunaga (1997–1998)
- Raúl Tamudo (1998)
- Sabin Ilie (1998–1999)
- Sergio Busquets (1999–2003 Jugend)
- Renaldo (2000–2001)
- Ardijan Đokaj (2000–2001)
- Mate Bilić (2005–2006)

## Trainer
- Juan José Nogués (1954–1955)
- Mané (1988–1995)